# Stronti hydroxide
Stronti hydroxide, Sr(OH)2, là một chất kiềm ăn mòn bao gồm một ion stronti và hai ion hydroxide. Nó được tổng hợp bằng cách kết hợp giữa một muối stronti với một base mạnh. Sr(OH)2 tồn tại ở các dạng khan, ngậm 1 nước, hoặc ngậm 8 nước.

## Điều chế
Vì Sr(OH)2 ít tan trong nước lạnh, nó có thể được điều chế dễ dàng bằng cách cho base mạnh như NaOH hay KOH, thả từng giọt vào dung dịch bất kỳ muối stronti hoà tan nào, thông thường nhất là Sr(NO3)2 (stronti nitrat). Sr(OH)2 sẽ kết tủa ra ở dạng bột trắng mịn. Từ đây, dung dịch được lọc, và Sr(OH)2  được rửa bằng nước lạnh và sấy khô.

## Ứng dụng
Stronti hydroxide được sử dụng chủ yếu trong việc tinh chế đường củ cải và làm chất ổn định trong sản xuất nhựa. Nó có thể được sử dụng làm nguồn cung cấp các ion stronti khi clo từ stronti chloride không được chấp nhận. Stronti hydroxide hóa hợp với carbon dioxide trong không khí để tạo thành stronti cacbonat.

## An toàn
Stronti hydroxide là một chất gây kích ứng da, mắt và hô hấp nghiêm trọng. Nó có hại nếu nuốt phải.